# Atractus vertebrolineatus
Atractus vertebrolineatus är en ormart som beskrevs av Prado 1941. Atractus vertebrolineatus ingår i släktet Atractus och familjen snokar. Inga underarter finns listade.
Arten förekommer i Colombia i departementet Santander. Honor lägger ägg.